# Zurobata multiguttata
Zurobata multiguttata är en fjärilsart som beskrevs av Moore 1885. Zurobata multiguttata ingår i släktet Zurobata och familjen nattflyn. Inga underarter finns listade i Catalogue of Life.